# Lake Boga
Pour les articles homonymes, voir Boga.
Lake Boga (Leɪk Boʊɡə) est un village d'Australie situé dans le nord-ouest de l'État de Victoria, juste au sud du lac du même nom (en). Il fait partie du bourg de Swan Hill et de la région de Mallee. Au recensement de 2016, le village avait 985 habitants. Il est à 325 km au nord-ouest de Melbourne et à 17 km au sud-est du centre régional Swan Hill.

## Histoire
Les aborigènes Wemba-Wemba (en) ont occupé la région pendant des milliers d'années avant l'arrivée du major Thomas Mitchell en juin 1836.
Deux missionnaires moraves allemands, les révérends AFC Täger et FW Spieseke, ont établi une mission à Lake Boga en 1851. Cette mission a été fermée en 1856 en raison du manque de convertis, de différends avec les autorités et de l'hostilité des propriétaires fonciers locaux. En 1859, l'Église morave a créé une nouvelle mission plus à l'ouest, près du lac Hindmarsh (en).
Le bureau de poste de Lake Boga a ouvert le 8 août 1887.
Pendant la Seconde Guerre mondiale, une base aérienne secrète se trouvait près de la ville.

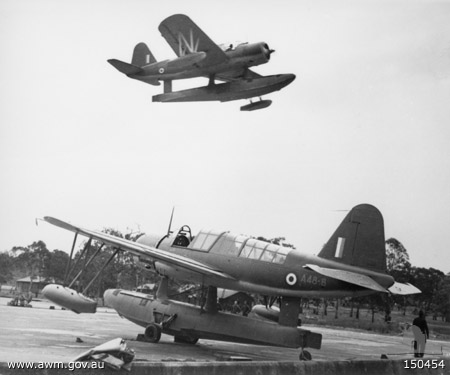
Deux hydravions de reconnaissance Vought OS2U Kingfisher sur la base de Lake Boga en août 1942. Achetés aux États-Unis, ces avions étaient utilisés pour la lutte contre les sous-marins japonais dans les eaux australiennes.

## Aujourd'hui
La ville est située à côté du lac Boga (en), très prisé pour les sports nautiques, notamment le ski nautique. La zone environnante est consacrée à l'agriculture, notamment la culture de fruits et légumes et la production de céréales. Il existe aussi un important vignoble et une entreprise viticole locale.
L'hydravion PBY Catalina exposé à Lake Boga rappelle que le village a abrité pendant la Seconde Guerre mondiale une base de maintenance des Forces aériennes australiennes, la base d'hydravions de Lake Boga (en).
La ville possède une équipe de football australien membre de la Central Murray Football League.
Dans les années 2000, la pénurie d'eau régionale causée par la sécheresse a entraîné l'assèchement complet du lac Boga (en). En mars 2010, les travaux de remplissage du lac ont commencé et en juin, le lac était à nouveau plein à ras bord. Sa capacité approximative est de 37 794 millions de litres.

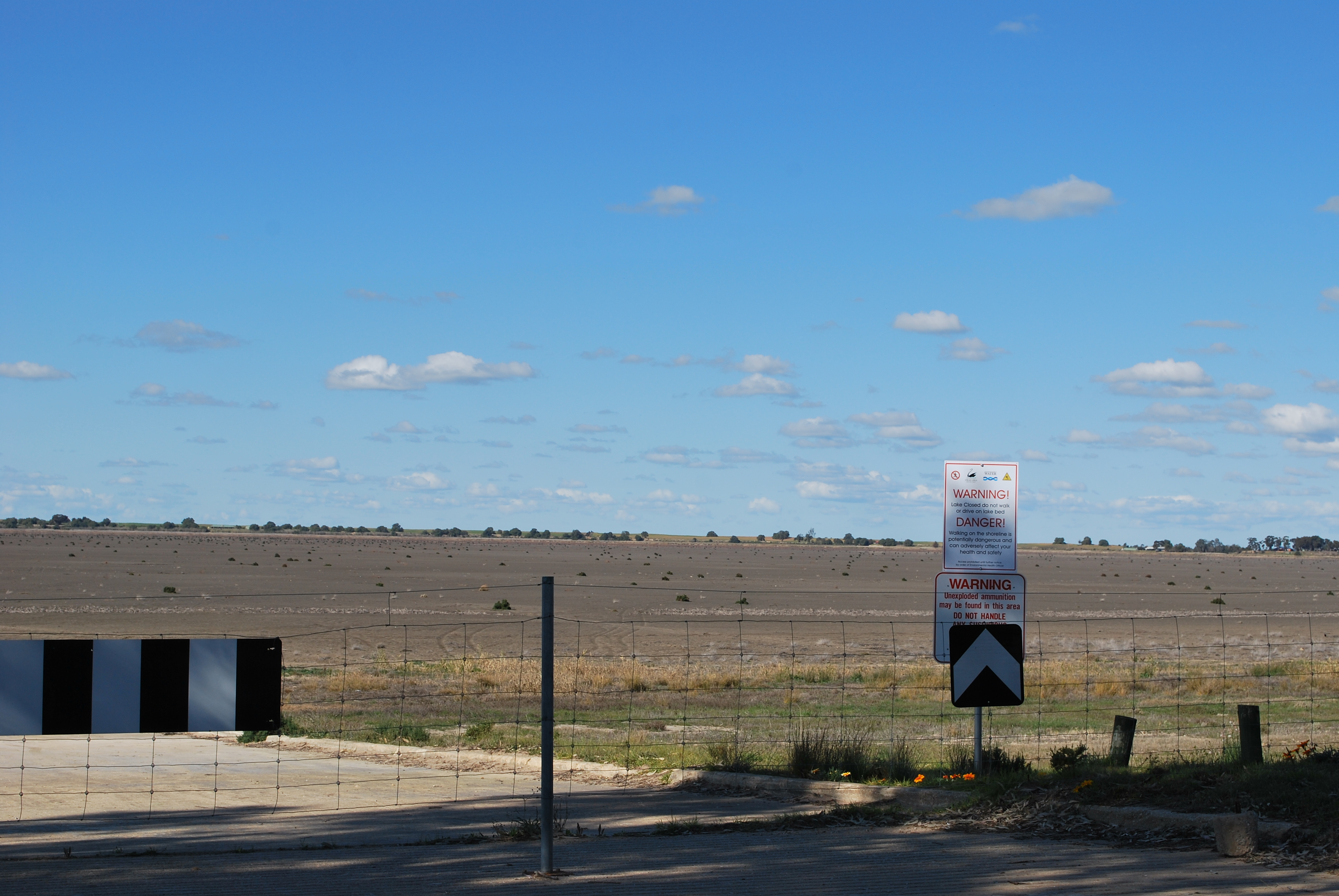
Le totalement à sec en août 2009.